# Круглолист крапчастий
Круглолист крапчастий (Rhizomnium punctatum) — вид мохів порядку головмохальних (Bryales).

## Поширення
Ареал охоплює такі частини світу: Європа, Північна Африка, Північна Америка, Азія.
Населяє ліси, береги струмків, колоди, вологий ґрунт, гумус, скелі; від низьких до помірних висот.

## Характеристика
Рослини 1–3(5) см. Стебла темно-червоні чи червонувато-коричневі в старості. Листки від зеленого до світло-зеленого забарвлення, в сухому стані зігнуті, широко-обернено-яйцеподібні чи еліптичні, (2)3–5(7) мм; краї блідо-зелені чи червонуваті, 2–4-шаруваті; верхівка заокруглена або іноді тупа або зрізана. Спеціалізоване нестатеве розмноження зеленими протонематозними ризоїдами. Вид дводомний. Коробочкові ніжки 1.5–3.5 см. Коробочка видовжено-циліндрична, 2–3.5 мм. Спори 29–41 мкм.